# Văn hóa Srubna
Văn hóa Srubna là một văn hóa khảo cổ Tiền Scythia hay Cimmeria, tồn tại trong khoảng từ thế kỷ 17 TCN tới thế kỷ 12 TCN, thuộc thời đại đồ đồng. Nó xuất hiện trong khu vực thảo nguyên và rừng-thảo nguyên Đông Âu và Trung Á, từ România tới Turkmenistan và vùng ven hồ Balkhash.

## Từ nguyên và lịch sử phát hiện
Văn hóa này được phát hiện từ di chỉ khai quật ven sông Donets Bắc đầu thế kỷ 20 cùng với văn hóa Yamna và văn hóa Hầm mộ. Nó được V. A. Gorodtsov xác định như là một văn hóa độc lập vào năm 1905. Hiện tại người ta đã biết không dưới 500 di chỉ khảo cổ thuộc về văn hóa này.
Tên gọi của nó có nguồn gốc từ tiếng Nga "сруб" (gỗ tròn xếp) do phần lớn các ngôi mộ đầu tiên được nghiên cứu tại Donets Bắc có tường bằng gỗ tròn xếp lại, được gia công từ các súc gỗ tròn. Trên các khu vực khác có sự phổ biến của các bộ lạc Srubna thì gỗ tròn xếp lại trong các khu vực mai táng là rất ít. Người ta chôn cất người chết trong các lỗ đơn giản dưới đất hay đặt trong các hòm bằng đá.

## Niên đại

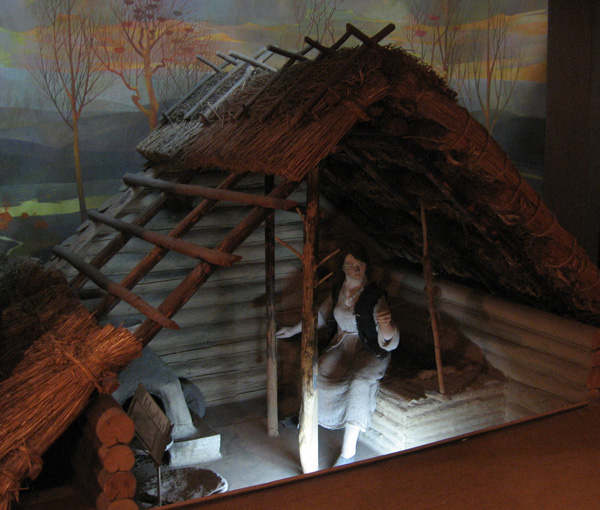
Hình ảnh tái tạo nhà ở thuộc văn hóa Srubna

Trong văn hóa Srubna người ta chia ra thành ba thời kỳ theo trình tự niên đại.
Giai đoạn thứ nhất — Tiền Srubna (thế kỷ 17-16 TCN). Các khu nhà ở trên mặt đất có khung sườn là đặc trưng cho các điểm dân cư. Nền kinh tế có dấu hiệu của phương thức sản xuất gia tộc-chăn nuôi. Người ta chăn thả đại và tiểu gia súc cũng như gia công chế tác kim loại.
Các ngôi mộ có dạng hình vuông. Thường được tìm thấy các nắp che đậy bằng gỗ, lớp đệm và các đồ trút thêm (tro, đá phấn, đất son, các chất hữu cơ khác), xương động vật. Người chết nằm trên đáy mộ trong tư thế nằm nghiêng (thường là theo hông trái), đầu về hướng bắc, tay uốn cong tại các khuỷu, sắp đặt ở trước mặt (ở tư thế chắp tay tôn thờ). Đồ gốm chôn theo là bình hình chậu hay dạng hộp. Các tài sản chôn cất theo khác có vũ khí (rìu, giáo, dao găm, mũi tên), công cụ lao động (dao, rìu, cào) và các đồ trang sức đa dạng.
Sự thịnh vượng của văn hóa Srubna lên tới đỉnh cao trong nửa hai (khoảng thế kỷ 15-14 TCN). Kiểu nhà cửa trên mặt đất vẫn là chủ đạo. Trong nghi lễ mai táng thì tư thế chắp tay tôn thờ trở thành chủ yếu. Giảm số lượng các khu mai táng giàu có và số đồ vật trong chúng. Các loại bình được chuẩn hóa trên toàn lãnh thổ quần hệ văn hóa-lịch sử Srubna.
Giai đoạn cuối cùng của văn hóa Srubna tại Nam Ural (khoảng thế kỷ 14-12 TCN) với đặc trưng là sự chấn chỉnh lại sâu và đa dạng của văn hóa vật chất và tinh thần. Người ta ghi nhận sự sút giảm mạnh số lượng các di chỉ, có thể là do dân cư văn hóa Srubna đã tham dự vào việc hình thành ra một loạt các văn hóa khác cuối thời kỳ đồ đồng.
Các bộ lạc Srubna trên toàn bộ vùng lãnh thổ phân bố của mình đã tham gia vào sự tiếp xúc chặt chẽ với dân cư địa phương, do người ta thấy có sự xuất hiện các khác biệt cục bộ trong văn hóa của họ. Từ các di tích từ các di chỉ Srubna, người ta đặc biệt tách ra cư dân của Ukraina bờ phải [sông Dnepr], trong đó lại tách ra nhóm di chỉ Sabatinovka (Vùng bờ phải thảo nguyên và văn hóa Belozer — tại hạ du sông Dnepr, thường được gọi là các văn hóa riêng biệt. Chúng cũng khác nhau về mặt thời gian: Srubna có niên đại thế kỷ 16-12 TCN, Sabatinovka khoảng thế kỷ 14-12 TCN còn Belozer khoảng thế kỷ 11-9 TCN. Dân cư Srubna, đặc biệt là của văn hóa Sabatinovka và Belozer, có cuộc sống định cư nhiều hơn đáng kể so với dân cư của văn hóa Hầm mộ. Họ có cuộc sống là chăn thả gia súc và làm ruộng.

## Ngành nghề thủ công
Một nét đặc trưng quan trọng của văn hóa Srubna, Sabatinovka và Belozer là số lượng đáng kể các sản phẩm đúc tinh xảo từ đồng thiếc và các kho sản phẩm đồ đồng. Trong các kho, mà chỉ tại khu vực ven phía bắc biển Đen đã trên 20, chứa các sản phẩm từ đồng thiếc và các thỏi kim loại. Một trong các kho chứa lớn nhất phát hiện gần làng Ribakovka, tỉnh Mykolayiv (Nikolaev), người ta thấy có 50 rìu đồng. Một kho đồ đồng khác, tìm thấy tại tỉnh Kherson, chứa 7 chiếc liềm, rìu và các thỏi đồng thiếc nặng tổng cộng 24 kg.
Khu vực ven sông Dnepr và ven Hắc Hải ở giai đoạn sau của thời đại đồ đồng là trung tâm đúc đồng, với chứng cứ là các sản phẩm tinh xảo, phát hiện tại làng Malyie Kopani, Zavadovka trong tỉnh Kherson, làng Derevyannaya trong tỉnh Kyiv, làng Mayaki gần Odessa v.v. Chẳng hạn, tại làng Malyie Kopani, người ta tìm thấy 19 nửa các bộ khuôn đúc, phục vụ cho việc đổ khuôn kiếm ngắn, dao găm hai kiểu, dao chạm có cán ba kiểu, phôi cho giáo và lao, đục (dao trổ) 2 kiểu, dao, các lá và hoa tai khác nhau,...
|  |  |  |  |

Kiểu đồ gốm phổ biến nhất của văn hóa Srubna là bình dạng hộp. Họa tiết trang trí, theo thông lệ chỉ che phủ phần trên của bình, có dấu vết dạng sợi dây hay dạng các đường vạch chéo. Trong họa tiết trang trí người ta thấy có sự hài hòa và lặp lại của các thành phần; trong thành phần dải trang trí với các họa tiết như thế thường bắt gặp các dấu hiệu, các hình chữ thập và hình chữ nhật khác nhau, các hình minh họa dạng sơ lược về động vật v.v. Người ta cho rằng, trong trường hợp này là các chữ viết dạng tượng hình. Đáng chú ý hơn cả là các "chữ viết tượng hình" trên các bình chậu, tìm thấy gần làng Rubtsa ở Oskol và gần Artyomovsk trong tỉnh Donetsk. Tổng cộng gần 300 bình chậu đã tìm thấy thuộc thời kỳ Srubna với các dấu hiệu bí ẩn mà hiện nay người ta vẫn chưa thể giải mã.
Các công cụ lao động được sản xuất chủ yếu từ đồng thiếc: rìu, dao trổ, dùi, kim v.v. Cũng phổ biến là dao ở dạng nguyên thủy - với phần chặn, là điển hình của văn hóa Srubna, đặc biệt là giai đoạn đầu của nó. Các mặt hàng công cụ lao động còn được bổ sung thêm các sản phẩm từ đá và xương: hàm thiếc ngựa, công cụ đánh bóng, các con dấu răng cưa từ xương, khuôn đúc, búa và công cụ tách hạt từ đá. Gắn với sự phát triển của gia công chế tác kim loại là sự xuất hiện của các bình, chậu, nồi kim loại, được tán ri vê từ các lá đồng. Từ đồng thiếc người ta cũng chế ra vòng đeo tay dạng dây hay đúc, hoa tai, trâm v.v. Cũng bắt gặp hoa tai dạng chữ thập hay hình người, đặc biệt đặc trưng cho văn hóa Sabatinovka.